# Colin Curran
Colin John Curran (21 de agosto de 1947) é um ex-futebolista australiano que atuava como zagueiro.

## Carreira
Curran competiu na Copa do Mundo FIFA de 1974, sediada na Alemanha, na qual a seleção de seu país terminou na décima quarta colocação dentre os 16 participantes.